# Johann Freitag von Loringhoven

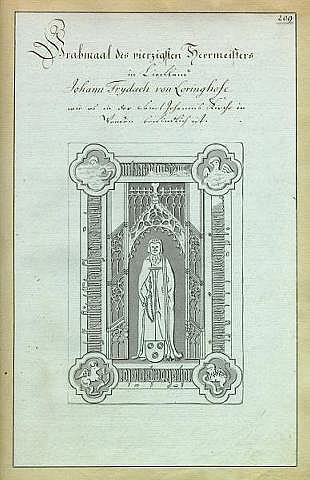
Grabplatte

Johann Freitag von Loringhoven (auch Johann Freytag von Loringhoven, eigentlich Johann Fridach van Loringhoffe), (* um 1430 auf Löringhoff bei Datteln in Westfalen; † 26. Mai 1494 auf Burg Wenden) aus der Familie Freytag von Loringhoven, war ein Ritter des Deutschen Ordens und von 1483 bis 1494 dessen Landmeister in Livland.
Johann Freitag von Loringhoven war einer von acht Freytagschen Deutschordensritter in Livland. Nach der erzwungenen Abdankung seines Vorgängers Bernhard von der Borch (1471–1483) wurde er, zu diesem Zeitpunkt Komtur von Reval, zum livländischen Landmeister des Deutschen Ordens gewählt. Er sollte den 200-jährigen Kampf des Ordens um Livland erfolgreich beenden. Dieses Ziel erreichte er durch den ständigen Wechsel zwischen Politik und Kriegsführung. Im livländischen Bürgerkrieg unterlag er 1483 am Stintsee und siegte 1491 in der Schlacht bei Neuermühlen (bei Riga). Er leitete die längste innere Friedenszeit Altlivlands ein. Als die äußeren Gegner Livlands wieder Krieg zu führen begannen, fanden sie einen gefestigten livländischen Ordensstaat vor.
Freitag von Loringhoven erkannte sehr bald die außergewöhnliche Begabung von Wolter von Plettenberg und ernannte diesen im Jahre 1489 zum Landmarschall des Deutschen Ordens in Livland.